# Csángó irodalom

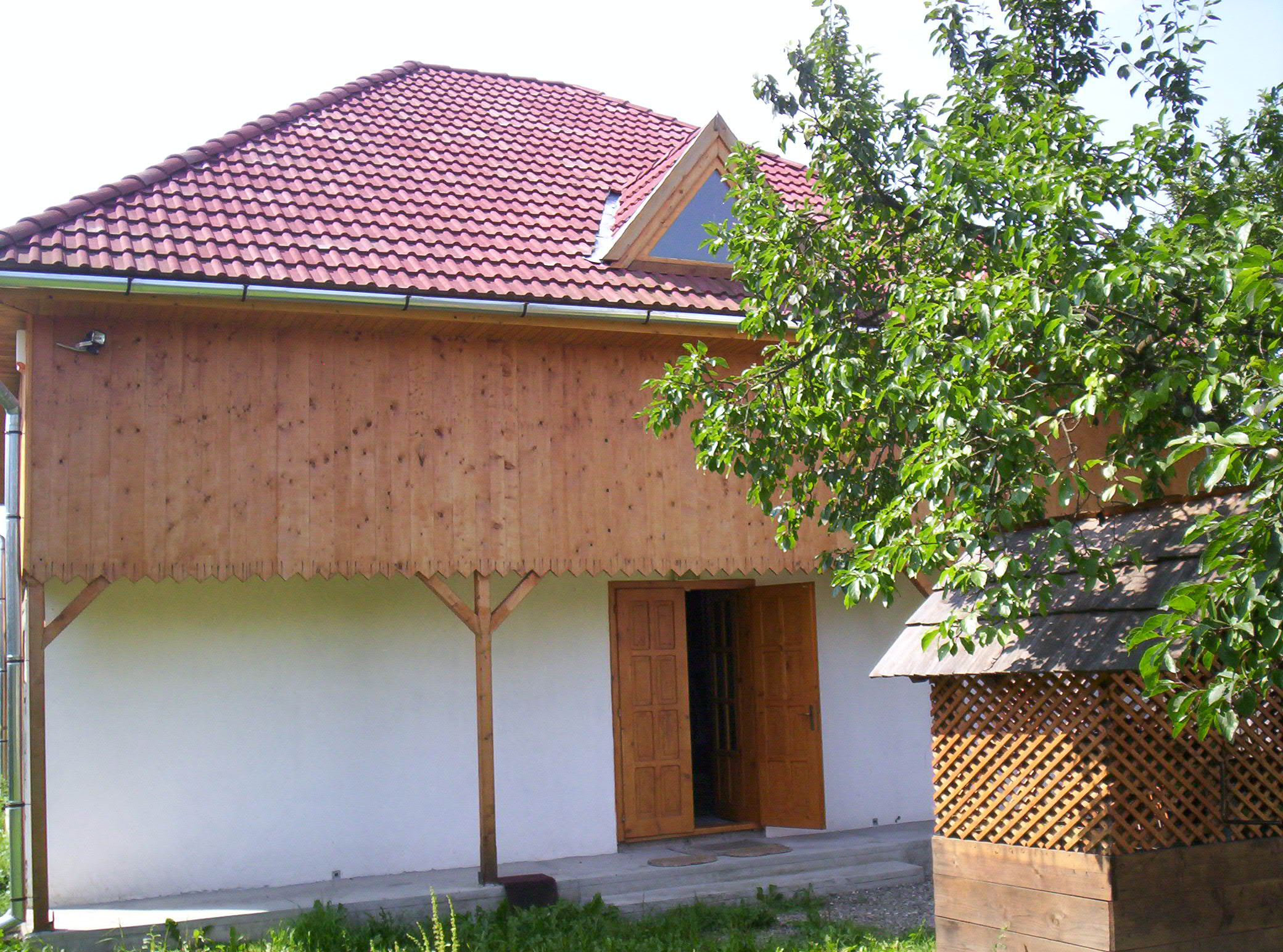
Csángó Múzeum Zabolán, Kovászna megye

Csángó irodalom a Kárpátok gerincvonalától keletre vagy nyugatra élő, csángóknak nevezett magyar csoportokról szóló vagy tőlük származó irodalom.

## A csángó szó eredete és irodalmuk
Magának a csángó szónak eredete máig is vitás, valószínűleg az 'elcsatangol' értelmű elcsángál tájszólásbeli ige származéka, de ennek ellenére a tudományos irodalomban elfogadott elnevezés. Lakhelyük, történelmi múltjuk és tájnyelvi sajátosságaik szerint külön foglalkozunk 1. a moldvai, 2. a bukovinai, 3. a gyimesi és 4. a barcasági csángó irodalommal.

### 1. A moldvai csángóság[1]
A moldovai csángóság eredetének, nyelvének, néprajzának, népesedésének, településtörténetének szinte két évszázad óta csaknem végeláthatatlan irodalma van. A történeti, nyelvi és néprajzi kérdések legtöbbször összefonódnak benne.
Az irodalomból a megjelenés időrendi sorrendjében elsőként Marcus Bandinus marciánopoliszi érsek 1646. évi moldvai egyházmegye-látogatásáról szóló legrégibb s megbízható, terjedelmes jelentését kell említeni, melyet Codex Bandinus néven tart számon a tudomány; latin eredetijét V. A. Urechia (Bukarest 1895), magyar fordítását Domokos Pál Péter adta ki. A 18. század 1780-as éveiből fontos dokumentum Zöld Péter 1781-ben kelt jelentése: Notitia de rebus Hungarorum, qui in Moldavia et ultra degant; a latin eredetit közölte Veszely, Imets és Kovács Utazás Moldva-Oláhhonban c. munkája (Mv. 1870), magyar fordítását Domokos Pál Péter az i. m. 51–60. lapján. Az első teljes egészében a csángókkal foglalkozó mű P. Gegő Elek A moldvai magyar telepekről (Buda 1838) c. akadémiai munkája. Ezt követően a csángó kérdésre terelte a figyelmet a Döbrentei Gábor 'kérdései' s Petrás Incze 'feleletei' a moldovai magyarok felől (Buda 1842) c. párbeszédes munka.
Petrás közli elsőnek a magyarság moldvai településeinek legteljesebb névsorát, s különösen értékes Klézsén gyűjtött 21 népdala. Az utazók, tudósítók útleírásai között említést érdemel még Jerney János keleti utazása a magyarok őshelyeinek kinyomozása végett 1844 és 1845 (I–II. Pest 1851), valamint Ballagi Aladárnak az 1887-i moldvai útjáról szóló beszámolója: A magyarság Moldvában
Nyelvészeti szempontból három értékes közlés érdemel figyelmet a budapesti Magyar Nyelvőrben: Szarvas Gábor A moldvai csángó nyelvről c. tanulmánya (1874/1–2), Petrás Incze János klézsei pap népnyelvi közlései és Munkácsi Bernát A moldvai csángók nyelvjárása c. cikksorozata (1881–82). Közben újabb útleírások, beszámolók tartották fenn az érdeklődést a csángók iránt, így Szádeczky Lajos úti emlékei a Moldván át c. cikkben. Koós Ferenc Életem és emlékeim : 1828–1890 c. munkájában a moldvai katolikus egyházak 1858-as állapotának ismertetésénél tért ki a csángókra.
Az 1900-as évek elején Rubinyi Mózes tett közzé egy sor közleményt a moldvai csángókról, főleg nyelvészeti szempontból. Újabb közlemények megkísérelték a csángóság eredetének meghatározását nyelvi alapon, így Munkácsi Bernát, Melich János, Horger Antal, Zolnai Gyula, Karácsonyi János és Losonczy Zoltán cikkei.
A csángó irodalomban külön hely illeti meg a finn nyelvész Yrjö Wichmannt, aki 1906-ban öt hónapot töltött a Roman melletti Szabófalván. Népnyelvi anyaggyűjtéséből több tanulmányt tett közzé. Legfontosabb halála után kiadott nagy csángó szótára.
Ez az irodalom új művekkel, tanulmányokkal gyarapodott az 1918-at követő évtizedekben is. Így az 1920-as években sokat foglalkozott vele Bitay Árpád. Az Erdélyi Irodalmi Szemlében megjelent jelentősebb cikkek és tanulmányok: Viola József, a moldvai fejedelem orvosa, mint a moldvai magyar népköltés gyűjtője (1924); Moldvai csángók legrégibb írott nyelvemléke (1924); Zöld Péter a csöbörcsöki magyaroknál (1924); A moldvai magyarság (1926). 1910 és 1936 között Csűry Bálint volt a csángó nyelvjárás leghivatottabb búvára. Elsősorban a csángó alaktant dolgozta ki a Magyar Nyelvben megjelent írásaiban: A székely és csángó mondat hanglejtése (1930); A moldvai csángó igealakok (1932); A moldvai csángó kicsinyítő képzőről (1932). Sort kerít (Szathmáry Balázs álnéven) úti beszámolóra is: A moldvai magyarok közt (Napkelet, Budapest, 1930).
A csángó kérdés egyik legkitartóbb munkatársa Domokos Pál Péter. Moldvai útjain szerzett tapasztalatait írta meg és népdalgyűjtését közli A moldvai magyarság c. könyvében. Későbbi kiadványában újabb balladákat, népdalokat közölt, s 1979-ben Budapesten kiadta "...édes Hazámnak akartam szolgálni..." c. alatt több más dokumentum közt Petrás Ince János Tudósítások c. munkáját.
A 20. század közepén a csángó irodalomban szaporodott azoknak a tanulmányoknak, önálló kiadványoknak a száma, amelyek megkíséreltek mind történelmi, mind néprajzi, népköltészeti vonatkozásban, magas tudományos szinten tiszta képet adni a csángóságról. Történeti vonatkozásban jelentős Mikecs László munkássága, ma is a legjobb tájékoztató a csángó kutatók számára összefoglaló jellegű munkája: Csángók (Budapest, 1942). Ugyanő új szempontok szerint foglalta össze a csángók eredetét és történetét A Kárpátokon túli magyarság c. tanulmányában (1944), s feldolgozta a Bandinus-kódex névanyagát: A moldvai katolikusok 1646-47. évi összeírása (ETF 171).
A néprajz terén kiváló eredményeket mutatott fel Lükő Gábor. A budapesti Néprajzi Múzeum Értesítőjében megjelent tanulmányai a moldvai csángók kendermunkáját és régimódi méhészetét (1934), hajviseletét és fejrevalóit (1935) dolgozta fel, majd A moldvai csángók című kötetben (Budapest, 1936.) új utat nyitott a néprajz és a népnyelv együttes településtörténeti alkalmazásával. Az addigi kutatásokat mélyítette el népzenei, népköltészeti, nyelvészeti vonatkozásban Hegedűs Lajos Moldvai csángó népmesék és beszélgetések (Budapest, 1952) és Domokos Pál Péter-Rajeczky Benjamin Csángó népzene c. kötete (I. Budapest, 1956).
Jelentősen gazdagította a csángókról szóló irodalmat az 1940-es évek végétől a kolozsvári folkloristák és nyelvészek helyszíni munkája. A folkloristák gyűjtéséből állította össze Faragó József és Jagamas János a Moldvai csángó népdalok és népballadák c. kötetet (1954), majd ennek alapján kialakult képet Kallós Zoltán gazdagította Balladák könyve c. gyűjteményében (1970) közölt ismeretlen csángó balladákkal. A csángó nyelvatlasz gyűjtőmunkálatait régebbi moldvai gyűjtőmunkája után 1949-ben Szabó T. Attila indította meg munkatársaival; az anyaggyűjtésből több részlettanulmány született s egy kitűnő összefoglalás a néprészek meghatározásáról és földrajzi elhelyezkedéséről (Kik és hol élnek a csángók? A Nyelv és múlt c. kötetben, Budapest, 1972). A nyelvjáráskutatás folytatója és teljessé tevője Márton Gyula. A gyűjtőmunkálatok számos konkrét eredménye fűződik nevéhez.
Az egész moldvai csángó magyar folklórgyűjtésről Faragó József nyújtott összefoglaló képet (Igaz Szó, 1972/1 és Művelődés 1979/11). Tárgyi vonatkozású néprajzi összefoglalást és helyzetképet 1949-i moldvai gyűjtőmunkája alapján Kós Károly nyújtott Csángó néprajzi vázlat címmel.
A csángó népéletet és alakjait Ignácz Rózsa regénye (Született Moldovában, Budapest, 1940.) emelte a szépirodalomba, amíg azonban itt a csángók elhagyatottsága színeződik tragikus összképbe, az 1944-es felszabadulást követően Balázs Péter helyszíni riportjai az Igazságban (1948), az Utunkban (1949) és a Korunkban (1957), Kovács György A szabadság útján : moldvai csángók között c. könyve (1951), majd Beke György A Hétben (1971) s a Magunk keresése c. kötetében (1972) megjelent csángó tárgyú riportjai a kortárs író szemével láttatják a moldvai magyarság életét.
A moldvai csángók sorából íróként jelentkezett a szabófalvi Lakatos Demeter románul és magyarul írt költeményeivel, és Szeszka Erdős Péter, aki a csángó múltnak a népi tudatban élő elemeit gyűjtötte s Imreh Istvánnal közösen állította össze A szabófalvi jogszokásokról c. adatközlést (Népismereti dolgozatok 1978). 1979-ben "egy kérdés újabb megközelítése" címen Ferenczi Géza foglalkozott a csángókkal (A Hét, 1979/18), a felvetett kérdéshez Szilágyi N. Sándor nyelvész Amit még nem mondtak el a csángó névről c. írásában (A Hét 1979/24) szólt hozzá, kabar-kazár eredetet keresve, majd Szőcs István tett kísérletet a "csángó" szó szokatlan hangjeladással való magyarázatára (Nép vagy – név? A Hét 1979/27).
Az irodalomban a csángók iránt megnőtt érdeklődést jelzi Csáky Zoltán "képzelt riport"-ja egy moldvai csángóasszonyról ("Engem anyám úgy szeretett". Magnófelvételek nyomán, A Hét 1979/38) és Salamon Anikó magnetofon-lejegyzése (Móduvának szép tájaind, Igazság 1979. szeptember 23.). Ennek az érdeklődésnek felelt meg csángó táncosok és énekesek megjelenése a Román Televízió magyar adásaiban (1979).

### 2. A bukovinai székely-csángó
A bukovinai székely-csángó telepekre vonatkozóan nyelvjárási alapon foglalja össze a bukovinai magyarok eredetét Horger Antal A bukovinai Józseffalva nyelvjárásáról c. tanulmányában (Szily-emlékkönyv, Budapest, 1918); népköltészeti közlemény Balla Péter Népzenei gyűjtés a bukovinai magyar falvakban c. tanulmánya (Ethnographia, Budapest, 1935). Minden kérdésre felvilágosítást nyújt Oberding József György két tanulmánya: A vándorló bukovinai magyarok (Hitel 1939/3) és A bukovinai magyar népcsalád helyzetképe (Hitel 1939/4). Említést érdemelnek Jancsó Elemér A bukovinai magyarok mai helyzete (Magyar Szemle, Budapest, 1934) és A bukovinai magyarok (Korunk 1938/1) c. cikkei is.

### 3. A gyimesi csángók
A gyimesi csángók eredetével elsőnek Erdélyi Lajos tanulmánya, A gyimesi, moldvai és bukovinai csángók eredete (Magyar Nyelv, Budapest, 1908) foglalkozott. Néprajzi, nyelvjárási vonatkozású közlemények találhatók továbbá az Erdélyi Múzeum 1932-es évfolyamában Balogh Ödön tollából. Vámszer Géza A gyimesi csángók c. tanulmánysorozata a Keleti Újság 1939-es novemberi számaiból újraközlésben is hozzáférhető (Életforma és anyagi műveltség, 1977. 194-200.). A két világháború közötti gyimesi parasztmozgalommal foglalkozott Titu Georgescu-Fodor László: A gyimesvölgyi parasztok felkelése (1960).

### 4. A barcasági csángók
A barcasági csángókra vonatkozó irodalomból Kolumbán Lajos A hétfalusi csángók a múltban és jelenben (1903) és Horger Antal Hétfalusi csángó népmesék (Bp. 1908) c. munkái mellett megemlítendő Árvay József A barcasági Hétfalu helynevei (Kolozsvár, 1943) c. műve; ez nemcsak a helyneveket, hanem a bevezetésben a hétfalusi csángók népiségtörténetét is taglalja részletes könyvészet alapján. Hétfalusi csángó meséket Sipos Bella gyűjtött s adott ki.
A hétfalusi csángók korszerű önismeretének kialakulásához a "Háromszék és Hétfalu politikai, gazdasági, szépirodalmi hetilapja" belső címmel Sepsiszentgyörgyön megjelent Délkelet c. lap (1929-32) járult hozzá jelentősen; a táj költője, Tóthpál Dániel borúlátóan írja Dalok és jajok (Brassó 1932) c. verskötetének Türkösön kelt ajánlásában: "A csángó népé ez a kötet. Azé a népé, amelytől eddigelé mindenki, még a saját fiai is csak vettek, de viszontszolgálatul soha semmit, de semmit, még szeretetet sem adtak."
A helyismeretet szolgálták a tatrangai Pál András, a bácsfalusi Bálint András és Kiss Béla csernátfalusi lelkész helytörténeti közlései is. Utóbbi a székelység és a csángók kapcsolataira derített fényt a hétfalusiak eredetéről szóló tanulmányában (Erdélyi Helikon 1938/3). A helyi hagyományokat korszerűen idézte fel Halász Gyula a hétfalusi forradalmár-költőnek, Zajzoni Rab Istvánnak válogatott verseit megjelentetve és magyarázva (1957); a 20. század második felének helyi kérdéseit tárgyalta a brassói Új Idő hasábjain Beke György. Vita Zsigmond A hétfalusi csángók kutatói c. cikkében (Brassói Lapok 1980/8) a Csángó Múzeum régi terveit újította fel.
A korszerű néprajztudomány igényességével tárta fel a Brassó megyei csángók hajdani életkörülményeinek egy fontos részletét Kós Károly Hétfalusi szekeresség c. tanulmányában.
A barcasági csángó folklórt és népművészetet, melyben sajátosan elegyülnek magyar, román és szász motívumok, sikerült hagyomány-hűen feltámasztani. A tíz Brassó megyei magyarlakta falu népszokásainak, viseletének, fafaragásának, eredeti bútorainak, fazekasságának és népdalkincseinek Seres András a szorgalmas kutatója, anyagából a Művelődés 1973/3-4-es számában közölt részleteket, s több kötete jelent meg nyomtatásban. Szentimrei Judit a csángó szőttesekkel foglalkozott, Binder Pál pedig a barcasági magyarok régi művelődéstörténetét dolgozta fel. Bibliográfiát a barcasági csángók néprajzáról, népművészetéről és népköltészetéről Bretter Emánuel állított össze (Könyvtár, 1977/2).